# М95 (миномёт)
М95 — это 120-мм миномёт, разработанный Сербским военно-техническим институтом в Белграде. Это более дальнобойный и тяжелый миномёт по сравнению с лёгким 120-мм миномётом М75 и представляет собой дальнейшее развитие универсального миномёта УБ М52.

## Обзор
Миномёт М95 стреляет оперёнными боеприпасами из гладкого ствола. К стволу прикреплено дуло для снижения давления. Для перемещения М95 требуются грузовики или другие транспортные средства, но по сравнению с полевой артиллерией миномёт намного легче. M95 превосходит по дальности все лёгкие и средние минометы и даже некоторые гаубицы и горные орудия, его взрывная сила намного больше, чем у 60-мм и 81/82-мм миномётов. Миномёт можно развернуть на поле боя менее чем за минуту. Для управления огнем используется прицел НСБ-5А.
120-мм осколочно-фугасные снаряды Mk12P1-L весят около 14,8 кг и имеют радиус поражения 24 м.

## Применение
120-мм миномёт М95 находится на вооружении Вооружённых сил Сербии с 1995 года. Его задача — оказывать подразделениям огневую поддержку с закрытых позиций.
М95 транспортируется с помощью ТАМ-150, ФАП 1118, Zastava NTV и других транспортных средств, способных прицепить прицеп массой 465 кг.

## Технические характеристики
| Максимальная дальность: | 9400 м с классическим снарядом Mk12P1-L 13.500 м с осколочно-фугасным снарядом M77 |
| Минимальная дальность:  | 200 м                                                                              |
| Масса:                  | 212 кг без боеприпасов                                                             |
|                         | 465 кг при установке на прицепе                                                    |
| Скорострельность:       | 15 выстрелов/мин в первую минуту, 4 выстрела/мин в последствии                     |
| Расчёт:                 | 5                                                                                  |

М95 способен стрелять следующими боеприпасами:
- Фугасные снаряды
  - Фугасный миномётный снаряд М62P8
  - Фугасный миномётный снаряд Mk12P1
  - Осколочно-фугасный миномётный снаряд Mk12P1-L
- Осветительные снаряды
  - Осветительный миномётный снаряд М87P1
  - Осветительный миномётный снаряд М01
- Дымовые снаряды
  - Дымовой миномётный снаряд М64P2
  - Дымовой миномётный снаряд М64P3
  - Дымовой миномётный снаряд Mk12
  - Дымовой миномётный снаряд М89
- Учебные снаряды
  - Учебный миномётный снаряд М63P2

и другими снарядами калибра 120 мм в соответствии с давлением в стволе.

## На вооружении
- Сербия